# Dorfkirche Ferbitz

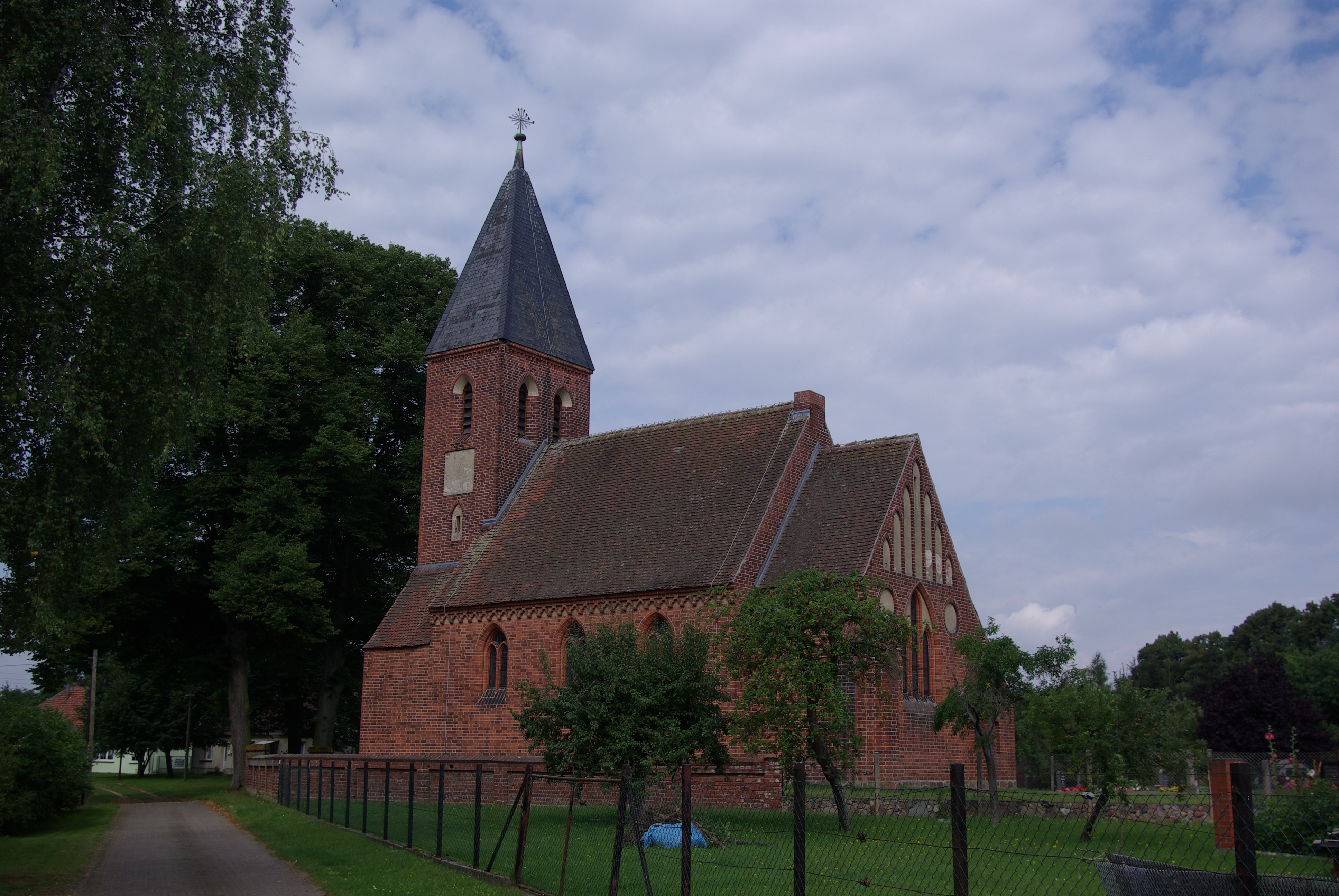
Dorfkirche Ferbitz

Die evangelische, denkmalgeschützte Dorfkirche Ferbitz steht in Ferbitz, einem Gemeindeteil der Gemeinde Lanz im Landkreis Prignitz in Brandenburg. Das Kirchengebäude gehört zum Kirchenkreis Prignitz der Evangelischen Kirche Berlin-Brandenburg-schlesische Oberlausitz.

## Beschreibung
Die neugotische Saalkirche wurde 1905/06 aus Backsteinen erbaut, nachdem die alte Fachwerkkirche baufällig geworden war. Sie besteht aus einem Langhaus, das mit einem Satteldach bedeckt ist. Die Sakristei liegt an der Nordwand unter dem Schleppdach des eingezogenen, gerade geschlossenen Chors im Osten, dessen Giebel mit Blenden verziert ist. Auf dem Kirchturm im Westen sitzt ein schiefergedecktes Zeltdach. Sein oberstes Geschoss beherbergt hinter den Klangarkaden den Glockenstuhl.
Die Kirchenausstattung stammt zum Teil aus der Fachwerkkirche. Dazu zählen der zweistöckige Altar und die Kanzel, beide aus dem Jahr 1657. Das Altarretabel zwischen Säulen zeigt auf Gemälden das Abendmahl und die Kreuzigung. An der Brüstung der Empore finden sich Darstellungen von Jesus Christus, Johannes dem Täufer und der 12 Apostel, die aus der Zeit der Renaissance stammen. Die Winterkirche wurde 1967 eingebaut.